# Homme Siebenga
Homme Siebenga (Gersloot, 10 december 1933 - oktober 2022) is een Nederlands voormalig voetballer die uitkwam voor Heerenveen en PEC. Hij is erelid bij Dalfsen, nadat hij 15 jaar als voorzitter heeft opgetreden.

## Carrièrestatistieken
| Seizoen         | Club            | Land            | Competitie                   | Competitie | Competitie | Beker | Beker | Internationaal | Internationaal | Overig | Overig | Totaal | Totaal |
| Seizoen         | Club            | Land            | Competitie                   | Wed.       | Dlp.       | Wed.  | Dlp.  | Wed.           | Dlp.           | Wed.   | Dlp.   | Wed.   | Dlp.   |
| --------------- | --------------- | --------------- | ---------------------------- | ---------- | ---------- | ----- | ----- | -------------- | -------------- | ------ | ------ | ------ | ------ |
| 1953/54         | Heerenveen      | Nederland       | Eerste klasse B              | –          | 1          | –     | 0     | –              | –              | 0      | 0      | –      | 1      |
| 1954/55         | Heerenveen      | Nederland       | Eerste klasse A (Afgebroken) | 8          | 0          | 0     | 0     | –              | –              | 0      | 0      | 8      | 0      |
| 1954/55         | Heerenveen      | Nederland       | Eerste klasse B              | 25         | 0          | 0     | 0     | –              | –              | 0      | 0      | 25     | 0      |
| 1955/56         | Heerenveen      | Nederland       | Eerste klasse A              | 16         | 0          | 0     | 0     | -              | -              | 0      | 0      | 16     | 0      |
| 1956/57         | Heerenveen      | Nederland       | Tweede divisie A             | 27         | 4          | 2     | 0     | –              | –              | 0      | 0      | 29     | 4      |
| 1957/58         | Heerenveen      | Nederland       | Tweede divisie B             | 13         | 0          | 2     | 0     | –              | –              | 0      | 0      | 15     | 0      |
| 1958/59         | PEC             | Nederland       | Tweede divisie B             | –          | 0          | –     | 0     | –              | –              | 0      | 0      | –      | 0      |
| 1959/60         | PEC             | Nederland       | Tweede divisie B             | –          | 0          | –     | 0     | –              | –              | 0      | 0      | –      | 0      |
| 1960/61         | PEC             | Nederland       | Tweede divisie A             | –          | 0          | –     | 0     | –              | –              | 0      | 0      | –      | 0      |
| 1961/62         | PEC             | Nederland       | Tweede divisie A             | –          | 1          | –     | 0     | –              | –              | 0      | 0      | –      | 1      |
| Carrière totaal | Carrière totaal | Carrière totaal | Carrière totaal              | –          | 6          | –     | 0     | 0              | 0              | 0      | 0      | –      | 6      |